# Carl Cohen
Carl Cohen (født 30. april 1931, død 26. august 2023) var filosofilektor ved University of Michigan, i Ann Arbor, Michigan, USA.
Han var medforfatter af The Animal Rights Debate (Rowman og Littlefield, 2001), sammen med professor Tom Regan; han skrevet også Democracy (Macmillan, 1972) og var medforfatter af Affirmative Action and Racial Preference (med J. Sterba – Oxford, 2003) og af 12. udgave af Introduction to Logic (med I. M. Copi – Prentice-Hall, 2005).